# Charlotte Lecocq
Charlotte Lecocq (ur. 17 lipca 1977 r. w Pointe-à-Pitre) – francuska polityk reprezentująca partię La République En Marche! W wyborach parlamentarnych w czerwcu 2017 r. została wybrana do francuskiego Zgromadzenia Narodowego, w którym reprezentuje departament Nord.